# 1969 au théâtre
| Années du théâtre : 1966 - 1967 - 1968 - 1969 - 1970 - 1971 - 1972    |
| Décennies du théâtre : 1930 - 1940 - 1950 - 1960 - 1970 - 1980 - 1990 |

Cet article présente les faits marquants de l'année 1969 au théâtre.

## Événements
- 12 juin : Romain Bouteille fonde la troupe du Café de la Gare, avec Miou-Miou, Patrick Dewaere, Gérard Depardieu, Coluche, etc.

## Pièces de théâtre publiées
- La Machination ou La Reine en amont, d'Henry Bauchau (L'Aire)

## Pièces de théâtre représentées
- 18 février : L'Engrenage de Jean-Paul Sartre, mise en scène Jean Mercure, Théâtre de la Ville
- 1er octobre : Cher Antoine ou l'Amour raté de Jean Anouilh, à la Comédie des Champs-Élysées, premier rôle de Françoise Rosay
- 11 octobre : Œdipe-Roi de Jean Cocteau, mise en scène, décors et costumes de Jean Marais, Théâtre de l'Alliance française (Paris)
- 18 novembre : Le Fils aîné d'Alexandre Vampilov au théâtre dramatique d'Irkoutsk, mise en scène de Vladimir Simonovski

## Naissances
- 5 avril : Evelina Blodans, clown russe, mime
- 5 juillet : Carole Thibaut, comédienne, dramaturge et metteuse en scène française
- 9 juillet : Stéphanie Tesson, actrice, metteuse en scène et dramaturge française
- 13 juillet : Igor Zelenski, artiste de ballet russe
- 29 novembre : Denis Maréchal, humoriste et comédien français
- 21 décembre : Nadejda Gracheva, danseuse de ballet russe.

## Décès
- 27 janvier : Jean Ozenne (°1898)
- 3 mars : Béatrix Dussane (°1888)
- 5 juillet : Jacques Berlioz (°1889)